# Cieszeniewo
Cieszeniewo is een plaats in het Poolse district  Świdwiński, woiwodschap West-Pommeren. De plaats maakt deel uit van de gemeente Świdwin en telt 220 inwoners.